# Karácsonyi meglepi
A Karácsonyi meglepi (eredeti cím: Happiest Season) egy 2020-ban bemutatott amerikai romantikus filmvígjáték, amelyet Clea DuVall rendezett. A forgatókönyvet DuVall eredeti ötlete nyomán Mary Hollanddal közöse írta. A főbb szerepekben Kristen Stewart, Mackenzie Davis, Alison Brie, Aubrey Plaza, Dan Levy, Victor Garber, és Mary Steenburgen látható.
A filmet eredetileg mozibemutatóra szánták világszerte. A 2020-as koronavírus-járvány miatt Amerikában a Hulu vásárolta meg a filmjogokat, és 2020. november 25-én mutatták be a saját streaming-oldalukon. Magyarországon az Intercom forgalmazásában jelent meg az HBO Go-n, 2021. november 28-án.

## Cselekmény
Abby és Harper egy pittsburghi leszbikus pár. Abby művészettörténész-hallgató az egyetemen, aki a doktori disszertációját írja, az ünnepeket pedig azzal tölti, hogy egy kisállat-megőrzőt üzemeltet, amióta a szülei pár éve meghaltak egy balesetben. Harper újságíró, aki egy gazdag, közszereplő családból származik. Miután Harper meghívja Abbyt a családi karácsonyi ünnepségükre, Abby alkalmasnak találja az eseményt, hogy megismerkedjen a szülőkkel, egyben megkérje Harper kezét az egész család előtt. Az odaút során azonban Harper bevallja, hogy még nem volt alkalma elmondani a szüleinek, hogy meleg. Arra kéri Abbyt, hogy az ünnepek alatt tartsák titokban, mert az édesapja most indul a polgármester-választáson, és attól fél, egy ilyen hír mellett nem tudna a kampányára koncentrálni. Abby Harper kedvéért vállalja, hogy a látogatás idejére hetero szobatársaknak tettetik magukat.
Abby megismerkedik a szülőkkel, Teddel és Tiperrel, valamint Harper testvéreivel, Sloane-nel és Jane-nel. Sloane büszke karrierista nő, emellett kétgyermekes anya, Jane pedig szabad szellemű regényíró, aki többnyire változatos munkákból próbál megélni. A család különböző társasági eseményeken vesz részt az ünnepek alatt, mely során Ted próbálja elnyerni a városi tanács egyik befolyásos tagjának jóindulatát azáltal, hogy család-centrikus ember képét erősíti magáról. Abby akaratlanul is veszélyezteti ezt, amikor Sloane gyerekeire kell vigyáznia, akik felfordulást okoznak a plázában, és azt a látszatot keltik Abbyről, hogy bolti szarka. A megítélésén csak tovább ront, amikor kénytelen alvajárónak tettetni magát egy Harperrel töltött éjszaka után, majd, hogy elkerülje a férfiakkal való ismerkedést, azt hazudja, hogy nemrég van túl egy szakításon, és megkéri az egyik barátját, Johnt, hogy játssza el az ex-pasi szerepét. A családi összejöveteleken egyre inkább kívülállónak érzi magát, mi több, kezdi megkérdőjelezni a Harperrel való kapcsolatát is, amikor Harper a szülei unszolására találkozgatni kezd a volt barátjával. A félelmei még inkább felerősödnek, mikor megismeri Rileyt, a lányt, akivel Harper előtte járt. Riley elmeséli, hogy Harper túlságosan félt felvállalni a kapcsolatukat, ezért amikor kitudódott, letagadta, hogy van köztük bármiféle vonzalom.
A szentese rendezett fogadáson Abby úgy érzi, nem tud tovább színlelni, és közli Harperrel, hogy hazamegy. Sloane rajtakapja őket egy intim pillanatban, és arra készül, hogy leleplezze a kapcsolatukat, de mint kiderül, neki is van titkolnivalója: a férjével válni készülnek, amit ő is az apja miatt hallgatott el. A nővérek vitája egy nyilvános verekedésbe torkollik, amibe Jane is beszáll, akinek elege lesz abból, hogy a szülei és a testvérei vesztesnek tartják. A fogadás emiatt katasztrófával végződik, és tönkreteszi Ted választási esélyeit. Harper ráadásul megpróbálja letagadni a szülei előtt Sloane állítását, miszerint leszbikus, ám ezzel végleg eljátssza az esélyeit Abbynél. Abby összetört szívvel távozik, John kíséretében.
Ráébredvén, hogy Abby túl fontos számára ahhoz, hogy a félelmei miatt elveszítse, Harper végre elmondja a teljes igazságot a szüleinek. A testvérei szintén kiteregetik a maguk problémáit, és mindhárman egyetértenek abban, hogy nem akarnak többet tökéletesnek látszani a szüleik kedvéért. Harper egy benzinkúton utoléri Abbyt, bocsánatot kér tőle, és őszintén elmondja, mennyire szereti. Abby megbocsát, és visszamegy vele a szülei házába. Ted és Tipper szintén bocsánatot kérnek, amiért nem a gyerekeik érdekeit nézték, és megígérik, hogy mostantól mindig támogatni fogják a döntéseiket.
Egy évvel később a család újra összegyűlik karácsonykor, ezúttal sokkal meghittebb, családiasabb formában. Abby és Harper eljegyezték egymást, Harper szülei áldásukat adták rájuk. Ted megnyerte a választást, függetlenül a városi tanács tagjainak konzervatív véleményétől. Jane elismert íróvá válik az első fantasy regényével, Sloane pedig a válás után jobb kapcsolatot ápol a férjével és a gyerekeivel.

## Szereplők
| Szereplő      | Színész          | Magyar hang        | Leírás                                           |
| ------------- | ---------------- | ------------------ | ------------------------------------------------ |
| Abby          | Kristen Stewart  | Csuha Bori         | Harper párja.                                    |
| Harper        | Mackenzie Davis  | Peller Mariann     | Abby párja.                                      |
| Tipper        | Mary Steenburgen | Kovács Nóra        | Ted felesége, Harper, Sloane, és Jane édesanyja. |
| Ted           | Victor Garber    | Rosta Sándor       | Tipper férje, Harper, Sloane, és Jane édesapja.  |
| Sloane        | Alison Brie      | Bogdányi Titanilla | Harper nővére, Ted és Tipper lánya.              |
| Jane          | Mary Holland     | Kis-Kovács Luca    | Harper húga, Ted és Tipper lánya.                |
| John          | Dan Levy         | Csőre Gábor        | Abby meleg barátja.                              |
| Riley Johnson | Aubrey Plaza     | Nemes Takách Kata  | Harper ex-barátnője.                             |
| Eric          | Burl Moseley     | Dányi Krisztián    | Sloane férje.                                    |
| Connor        | Jake McDorman    | Szatory Dávid      | Harper ex-barátja.                               |
| Harry Levin   | Ana Gasteyer     | Orosz Anna         | Befolyásos politikus, akit Ted le akar nyűgözni. |
| Carolyn McCoy | Sarayu Blue      | Nádasi Veronika    | Ted kampányfőnöke.                               |

## A film készítése
2018 áprilisában jelentették be először, hogy a TriStar Pictures forgalmazásában készül a film. Azt is elárulták, hogy Clea DuVall lesz a rendező és ő írja a forgatókönyvet is, Mary Hollanddal közösen. A forgatás 2020. január 21-én kezdődött, és kevesebb mint egy hónap alatt be is fejeződött. Így a stáb nem esett áldozatául a koronavírus-járvány okozta visszaeséseknek, ami számtalan filmforgatás leállását eredményezte ebben az időszakban.
2018 novemberében került nyilvánosságra, hogy Kristen Stewart fogja alakítani a film főszereplőjét. Elmondása szerint hatalmas csalódásként élte volna meg, ha nem ő kapja a szerepet. „Azt hiszem, egész életemben arra vágytam, hogy láthassak egy meleg karácsonyi romantikus vígjátékot. Szóval örömmel tölt el és büszke vagyok rá, hogy Clea ad a világnak egyet. Nagy rajongója vagyok a karácsonyi moziknak, de sosem éreztem úgy, hogy az én történetemet jelenítenék meg” – nyilatkozta a színésznő. 2019 januárjában Mackenzie Davis is csatlakozott a filmhez, aki Stewart filmbéli párját fogja alakítani. A film többi szereplőjének kilétére 2020 januárjában derült fény, többek között Mary Steenburgen, Alison Brie, Aubrey Plaza, Victor Garber, és Dan Levy neve is nyilvánosságra került.

## Bemutató
Az eredeti tervek szerint Amerikában a film 2020. november 20-án jelent volna meg a mozikban. Később eltolták november 25-re, mígnem végül teljesen lekerült a mozik listájáról, a koronavírus miatt. Helyette a Hulu mutatta be a saját platformján, 2020. november 25-én. Magyarországon pontosan egy évvel később jelent meg, az HBO Go kínálatában.

## Fogadtatás
A film pozitív fogadtatásban részesült a kritikusok körében. A Rotten Tomatoes oldalán 82%-ot tudhat magáénak, 206 kritikus véleménye alapján. Az oldal kritikai konszenzusa összegzően azt írta: "Szórakoztató történet, őszinte és szívből jövő előadásban, a Karácsonyi meglepi a legjobb karácsonyi ajándék, amit csak kívánni lehet." A Metacritic 72 pontra értékelte a filmet, 25 kritikai vélemény alapján. Leah Greenblatt, az Entertainment Weekly kritikusa azt írta a filmről, hogy "szellemes és szívmelengető vígjáték, amelynek apróbb hibái eltörpülnek a történet kelleme és a színészek játéka mellett." Michael Phillips, a Chicago Tribune újságírója szerint "jól kidolgozott, jól működik, és valóságos, vagy legalábbis nagyon valósághű."